# U.S. Steel
A U.S. Steel (teljes nevén United States Steel Corporation) amerikai acél termelő vállalat. Székhelye Pittsburghben található (US Steel Tower). 2018-ban a cég a huszonhetedik legnagyobb acél termelő vállalat volt, és a második legnagyobb amerikai acél termelő vállalat (a Nucor Corporation után).

## Története
1901 februárjában alapította öt ember: Elbert Gary ügyvéd, William Moore ügyvéd, J.P. Morgan bankár/üzletember, Andrew Carnegie filantróp és Charles M. Schwab bankár, a Carnegie Steel, a Federal Steel Company és a National Steel Company cégek egyesítésével. 
A maga idejében a US Steel volt a legnagyobb acél termelő és a legnagyobb vállalat is. Továbbá ők voltak az első milliárdos bevétellel rendelkező cég is. Főhadiszállásuk Manhattanben volt, az Empire Buildingben, a cég alapításától, 1901-től, 1973-ig. 1907-ben felvásárolták a legnagyobb riválisukat, a Tennessee Coal, Iron and Railroad Companyt. 1982-ben vásárolták fel a Marathon Oilt, a két cég 2002-ben vált külön. A U.S. Steel 1901-től  1991-ig része volt a Dow Jones Ipari Átlagnak is. 1991-ben a US Steelt (akkori nevén USX Corporation), a Navistart és a Primericát a Disney, a Caterpillar és a JP Morgan váltották le az indexben. 2014-ben a US Steel részvénye lekerült az S&P 500 indexről, a részvény csökkenő értéke miatt. A vállalat 1957-től 2014-ig volt része az indexnek. A US Steel jelenleg az "X" jel alatt kereskedik a New York-i tőzsdén, részvénye pedig az S&P 400 index része.
Európai leányvállalata a "U.S. Steel s.r.o.", amelynek telephelye Kassán található. Korábban Szerbiában  is voltak telephelyei.

## Bibliográfia
- Brody, David. Labor in Crisis: The Steel Strike of 1919 [archivált változat]. University of Illinois Press (1987). ISBN 978-0-252-01373-7. Hozzáférés ideje: 2021. január 8. [archiválás ideje: 2012. július 16.]
- Burn, Duncan. The Steel Industry, 1939–1959: A Study in Competition and Planning [archivált változat]. Cambridge: Cambridge University Press (1961). ISBN 978-0-521-04385-4. Hozzáférés ideje: 2021. január 8. [archiválás ideje: 2010. október 19.]
- Hall, Christopher G.L. Steel phoenix: The fall and rise of the US steel industry (Palgrave Macmillan, 1997)
- (1901. augusztus 1.) „The Genesis of the United States Steel Corporation”. The Quarterly Journal of Economics 15 (4), 517–550. o. DOI:10.2307/1884974. JSTOR 1884974.
- (1902. február 1.) „Capitalization of the United States Steel Corporation”. The Quarterly Journal of Economics 16 (2), 214–232. o. DOI:10.2307/1882744. JSTOR 1882744.
- Misa, Thomas. Nation of Steel: The Making of Modern America, 1865–1925. Johns Hopkins University Press (1998). ISBN 978-0-8018-6052-2
- Scheuerman, William. The Steel Crisis: The Economics and Politics of a Declining Industry [archivált változat]. New York: Praeger Publishers (1986). ISBN 978-0-275-92124-8. Hozzáférés ideje: 2021. január 8. [archiválás ideje: 2010. október 28.]
- Seely, Bruce Edsall, ed. Iron and Steel in the Twentieth Century (Facts on File, 1994)  512pp, an encyclopedia
- Urofsky, Melvin. Big Steel and the Wilson Administration: A Study in Business-Government Relations [archivált változat]. Columbus, Ohio: Ohio State University Press (1969). Hozzáférés ideje: 2021. január 8. [archiválás ideje: 2010. október 19.]
- Warne, Colston.szerk.: R.D. Cross: The Steel Strike of 1919 [archivált változat]. D. C. Heath (1963). Hozzáférés ideje: 2021. január 8. [archiválás ideje: 2012. július 16.]
- Warren, Kenneth. Big Steel: The First Century of the United States Steel Corporation, 1901–2001. University of Pittsburgh Press (2001). ISBN 978-0-8229-4160-6
- Warren, Kenneth. The American steel industry, 1850–1970: a geographical interpretation (University of Pittsburgh Press, 1987)
- History of U.S. Steel. U.S. Steel. (Hozzáférés: 2008. augusztus 3.)